# حاصبیا
حاصبیا (عربی: حاصبيا) شهری در لبنان است. این شهر مرکز شهرستان حاصبیا در استان نبطیه است. شهر حاصبیا در نزدیکی مرز سوریه واقع شده، به‌طوری که از دمشق حدود ۵۸ کیلومتر فاصله دارد. جمعیت آن در سرشماری سال ۱۹۱۱ میلادی بالغ بر ۵٬۰۰۰ تن بوده است.